# Feigendorf
Feigendorf ist ein Gemeindeteil der Gemeinde Walsdorf im oberfränkischen Landkreis Bamberg in Bayern.

## Lage
Das Dorf liegt am westlichen Rand der Gemeinde Walsdorf. Durch den Ort verläuft die Staatsstraße 2276.

## Flora und Fauna
In der Ortschaft gibt es eine Herde Wasserbüffel mit Pferden und eine mit Heckrindern.

## Geschichte
Am 1. Juli 1971 wurde das Dorf als Gemeindeteil der ehemaligen Gemeinde Kolmsdorf nach Walsdorf umgegliedert.
Der Ort zählt 63 Einwohner (Stand 2012).

## Baudenkmäler
Am Wiesenweg 3 ist ein Bauernhaus aus dem 18. Jahrhundert erhalten. Dem zweigeschossigen Fachwerkhaus mit Halbwalm- und Frackdach ist eine Scheune aus Sandstein angeschlossen. Der obere Teil stammt aus dem Jahr 1823.